# Acropora filiformis
Acropora filiformis е вид корал от семейство Acroporidae.

## Разпространение
Видът е разпространен в Индонезия и Филипини.

## Описание
Популацията им е намаляваща.